# Damsel (film 2018)
Damsel è un film del 2018 scritto e diretto da David Zellner e Nathan Zellner, con protagonisti Robert Pattinson e Mia Wasikowska.

## Trama
Samuel Alabaster, un ricco pioniere, intende chiedere in sposa l'amore della sua vita, Penelope. In città, assume Parson Henry, un ubriacone, per officiare le nozze. Insieme, i due si avventurano attraverso la frontiera americana con un cavallo in miniatura di nome Butterscotch, un regalo di nozze per Penelope.
Tuttavia, durante il viaggio, Samuel ed Henry incontrano Rufus Cornell, che tenta di sparare e uccidere Samuel prima di fuggire. Samuel si getta all'inseguimento di Rufus, ma quest'ultimo cade da una scogliera apparentemente morendo. Samuel confessa a Henry che Penelope è stata rapita da Rufus e dal fratello, Anton, e che intende salvarla. Henry accetta di aiutarlo in cambio di più denaro.
Raggiungendo la casa dei Cornell, Samuel tenta di sgattaiolare nella proprietà mentre Henry osserva da lontano. Anton esce di casa e Henry si fa prendere dal panico. Spara fatalmente ad Anton in testa. Samuel si precipita sul cadavere e gli spara nuovamente.
Penelope esce di casa e tiene sotto tiro Samuel. Samuel tenta di proporsi in matrimonio ma lei lo rifiuta, dichiarando di odiarlo e di amare Anton. In preda allo sconforto, Samuel si suicida. Penelope prende Henry come suo prigioniero per poi far saltare in aria la casa.
Avventurandosi di nuovo verso la città, Penelope ed Henry si imbattono in Rufus che, sopravvissuto alla sua caduta, è riuscito a rintracciare Henry e Penelope. Rufus tenta di prendere Penelope in moglie, ma lei lo rifiuta. Decide quindi di uccidere sia lei che Henry, ma viene colpito a morte da una freccia scagliata da Zachariah Running Bear. Quella notte, Henry discute il suo desiderio di conoscere la cultura indigena e chiede di unirsi a Zachariah nel suo viaggio. Il giorno successivo, Henry e Penelope  scoprono al loro risveglio che Zachariah se n'è andato. Penelope libera Henry, che la abbraccia e si scusa per l'accaduto. Tuttavia, prima che Penelope se ne vada con Butterscotch, Henry le si propone spontaneamente. Penelope gli lancia una grossa pietra in faccia e si allontana.

## Promozione
Il primo trailer del film viene diffuso il 22 maggio 2018.

## Distribuzione
La pellicola è stata presentata al Sundance Film Festival 2018 il 23 gennaio.

## Riconoscimenti
- 2018 - Austin Film Critics Association
  - Candidatura per il miglior film
- 2018 - Festival internazionale del cinema di Berlino
  - Candidatura per l'Orso d'oro